# 199e division d'infanterie (Empire allemand)
Pour les articles homonymes, voir 199e division d'infanterie.
La 199e division d'infanterie est une unité de l'armée allemande créée en 1916 qui participe à la Première Guerre mondiale initialement sur le front de l'est. Elle est transférée durant le mois d'octobre 1916 sur le front de l'ouest dans la Somme. En 1917, elle est engagée dans la bataille d'Arras, puis dans les derniers combats de la bataille de Passchendaele. Au cours de l'année 1918, la division est engagée dans l'opération Michael, puis durant l'été et l'automne dans des combats défensifs en Champagne. Après la signature de l'armistice, la division est dissoute au cours de l'année 1919.

## Première Guerre mondiale

### Composition

#### 1916
- 59e brigade de Landwehr

237e régiment d'infanterie de réserve
4e régiment d'infanterie de réserve bavarois
9e régiment de jäger
- 1 escadron du 14e régiment d'uhlans (de)
- 263e régiment d'artillerie de campagne

#### 1917
- 59e brigade de Landwehr

114e régiment d'infanterie
357e régiment d'infanterie
237e régiment d'infanterie de réserve
- 1 escadron du 14e régiment d'uhlans
- 63e commandement d'artillerie divisionnaire

263e régiment d'artillerie de campagne
- 199e bataillon de pionniers

#### 1918
- 59e brigade de Landwehr

114e régiment d'infanterie
357e régiment d'infanterie
237e régiment d'infanterie de réserve
- 1 escadron du 14e régiment d'uhlans
- 63e commandement d'artillerie divisionnaire

263e régiment d'artillerie de campagne
3e bataillon du 2e régiment d'artillerie à pied bavarois
- 199e bataillon de pionniers

### Historique
La division est créée en août 1916, elle est formée du 237e régiment d'infanterie de réserve issu de la 52e division de réserve, du 4e régiment d'infanterie de réserve bavarois issu de la Division d'Ersatz bavaroise (en) et du 9e régiment de jägers (12e et 13e bataillons de jägers de réserve et 8e bataillon de jägers).

#### 1916
- 21 août - 31 octobre : occupation d'un secteur du front en Galicie.

21 - 31 août : occupation d'un secteur le long de la Bystrzyca.
31 août - 8 septembre : plusieurs unités engagées dans le franchissement de la Narajawka et de la Zolota Lypa vers Ceniowka et Zborow.
9 septembre - 31 octobre : organisation et occupation des positions conquises. Durant cette période, les pertes de la division sont sévères.
- 31 octobre - 6 novembre : retrait du front, transport par V.F. sur le front de l'ouest par Lemberg, Cracovie, Breslau, Dresde, Leipzig, Coblence, Trèves, Sedan pour atteindre Dun-sur-Meuse[1].
- 6 - 27 novembre : repos et instructions dans la région de Spincourt.
- 28 novembre 1916 - 15 mars 1917 : mouvement dans la Somme, occupation et organisation un secteur du front, dans la région de Bohain-en-Vermandois, puis dans la région de Rancourt et de Sailly-Saillisel. Au cours du mois de janvier 1917, les 114e et 357e régiments remplacent le 4e régiment d'infanterie de réserve et le 9e régiment de jägers[1].

#### 1917
- 15 mars - 20 avril : participe au retrait stratégique allemand lors de l'opération Alberich, repli par Longavesnes puis vers Villers-Faucon et Lempire[1]. Occupation et organisation des nouvelles positions allemandes.
- 20 - 27 avril : retrait du front, repos en arrière du front.
- 27 avril - 10 mai : engagée dans la bataille d'Arras au sud-est d'Arras vers Wancourt, Vis-en-Artois et Chérisy avec de lourdes pertes.
- 10 - 15 mai : retrait du front, repos.
- 15 mai - 8 juin : mouvement de rocade, occupation d'un secteur du front dans la région du Catelet vers Hargicourt et Bony.
- 8 juin - 15 juillet : retrait du front, transport par V.F. en Flandres, repos dans la région d'Ostende.
- 15 juillet 1917 - février 1918 : en ligne dans les Flandres vers Lombardsijde et Nieuport.

10 août - 15 septembre : retrait du front, repos dans la région d'Ostende.
15 septembre - 24 octobre : occupation d'un secteur vers Lombardsijde et Nieuport.
24 octobre - 10 novembre : engagée dans les derniers combats de la bataille de Passchendaele. La division organise et occupe ensuite un secteur au nord du village de Passchendaele.

#### 1918
- fin février - 17 mars : retrait du front, repos et instruction dans la région du Quesnoy.
- 17 - 25 mars : mouvement vers le front par Escarmain, Quiévy le 18 mars , puis mouvement vers Caudry et Villers-Outréaux[2].
- 25 mars - 26 avril : engagée dans l'opération Michael combats autour de Hardecourt-aux-Bois et dans le bois de Maricourt. Mouvement de rocade, à partir du 4 avril, la division relève la 243e division d'infanterie (en) au sud de Thennes durant cette période, les pertes sont importantes[2].
- 26 avril - 15 mai : mouvement de rocade, la division occupe un secteur dans la région de Morlancourt. Relevée par la 107e division d'infanterie[2].
- 16 mai - 15 juillet : retrait du front ; incorporation de renforts, repos et instruction dans la région de Valenciennes.
- 15 - 31 juillet : transport par V.F., mouvement vers le front dans le secteur des Monts de Champagne sur le Téton.
- 1er août - 30 septembre : mouvement de rocade, occupation d'un secteur vers Sapicourt à l'ouest de Reims[2].
- 1er octobre - 3 novembre : mouvement de rocade, occupation d'un nouveau secteur vers Orfeuil. Combats défensifs dans les régions de Vandy et de Vouziers. À la fin du mois d'octobre, la division est placée en seconde ligne.
- 3 - 11 novembre : mouvement vers le front, combats défensifs vers Saint-Lambert, Poix-Terron et Dom-le-Mesnil[2]. Après la signature de l'armistice, la division est transférée en Allemagne et dissoute au cours de l'année 1919.

## Chefs de corps
| Grade                        | Nom                   | Date                        |
| ---------------------------- | --------------------- | --------------------------- |
| Generalmajor/Generalleutnant | Wilhelm von Puttkamer | 21 août 1916 - janvier 1919 |